# قائمة سلالات البط

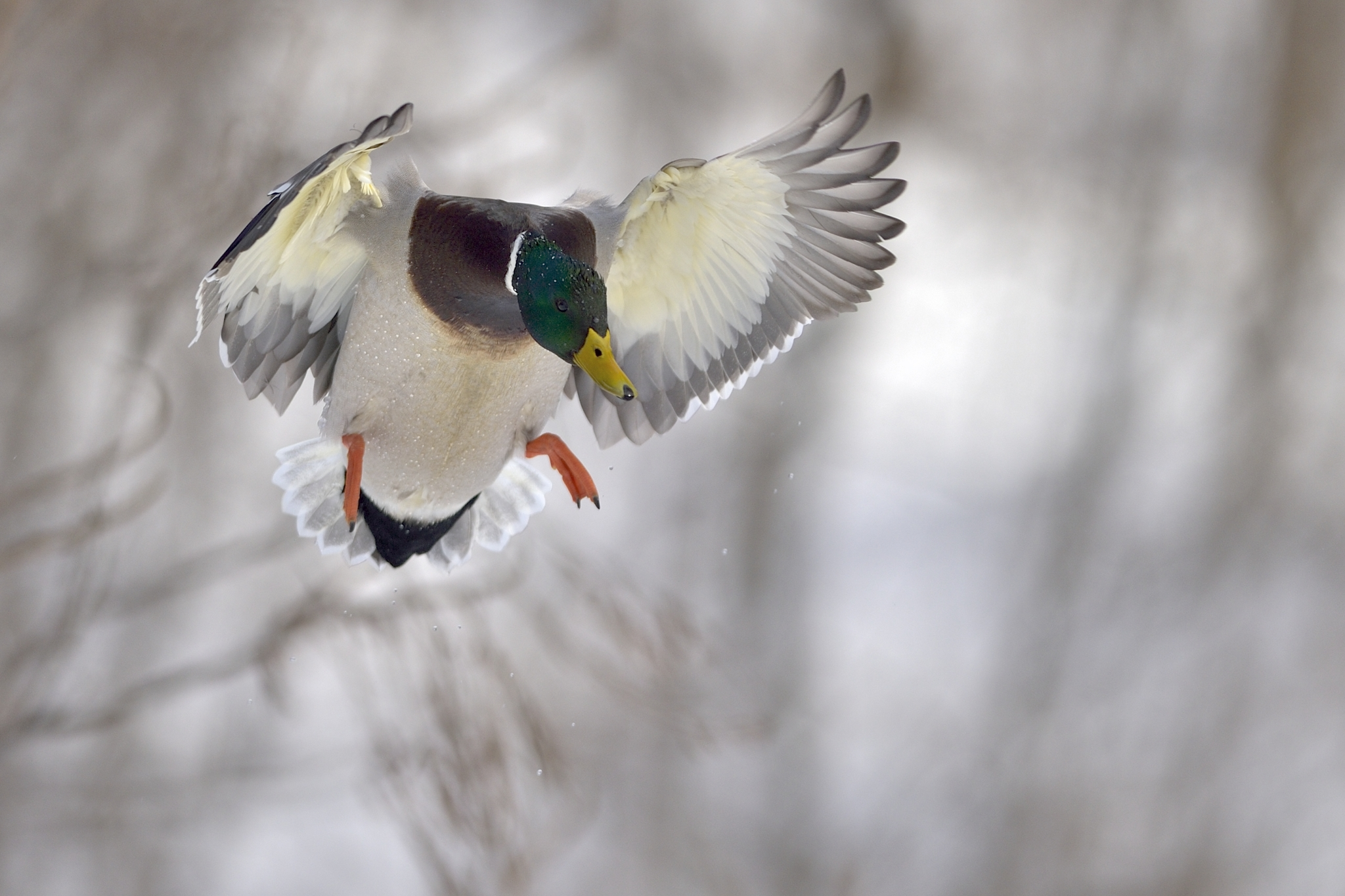
بركة في حالة هبوط

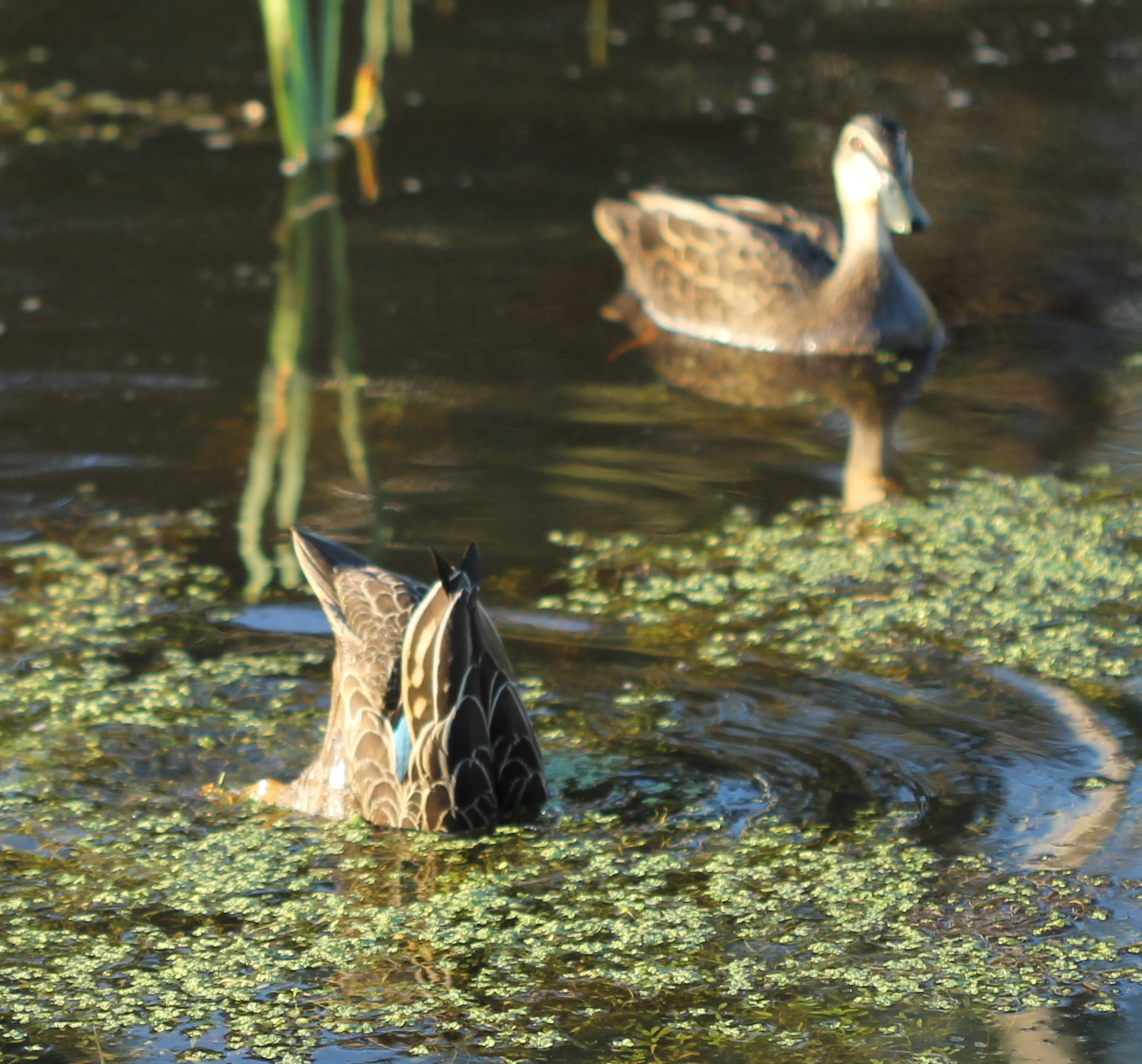
البطة السوداء في عرض المياه.. تعتبر المياه عامل مهما في حياة البط

هذه قائمة لسلالات دواجن البط، من السلالات المحلية المسجلة رسميا على المستوى الوطني أو الدولي.

## مدخل عام عن سلالات البط
تنحدر جميع سلالات البط المستأنسة ما عدا البط المسكوفي من النوع البري والذي يطلق عليه ملارد Mallard واسمه العلمي Anas boschas. تم استئناس الطيور قبل أكثر من 2000 سنة ق.م. وكذلك البط والدجاج الرومي (الحبش) في الصين قبل الميلاد بحوالي 2500 سنة، ولم تستأنس الدواجن في الغرب إلا منذ حوالي 800 سنة.
أجريت في الصين تجارب لاستأناس ولتزاوج بين جنسين من البط من عائلة Anatidae، وهما البط المسكوفى moschata من جنس cairina مع البط العادي. platyrhynchos من جنس Anas ونتج عنه بط عقيم وهي تربى لإنتاج اللحم والكبد ذو المردود الاقتصادي العالي. في القرى الفقيرة في الصين يتم جمع البيض وطلائه بالطين الكلسي بهدف الحفاظ عليه ويسمونه بيض الألف سنة.

## القائمة
تقسم سلالات البط المدجن (المستأنس) حسب الغرض من تربيتها في المزارع والضيعات الفلاحية إلى:
- سلالات اللحم: وأهمها وأكثرها انتشارا البكيني، والمسكوفي. إلى جانب ذلك يوجد العديد من الهجن التجارية المستخدمة في إنتاج اللحم والتي يصل متوسط وزنها في 8 أسابيع من 1 كغ إلى 2 كغ خلال 7 أسابيع. يصل بعضها إلى 3 كجم حيث تكون أكثر عطاءا وكفاءة من حيث تحويل الغذاء.
- سلالات البيض وأهمه وأكثرها انتشارا العداء الهندي، وخاكي كامبل، وبط البكيني. تتميز بانتاج غزير لبيض البط مقارنة مع سلالات بط اللحم أو بط الزينة.

- تربى لغرض الزينة والجمالية، حيث تضفي على البساتين والضيعات والمنتزهات والحدائق الخلفية جمالية في المكان توحي بالمنظر الطبيعي الخلاب، ومن أهم سلالات الزينة بط كول، وبط مالارد والبط الهندي الأسود وبعض الأنواع الأخرى.

### أ
- أبو مجرفة
- أبو مجرفة شمالي
- أبو مشط
- أسقطور

### ب
- بطة خشبية
- بط أبو فروة
- بط أبيض الجناحين
- بط أبيض الوجه
- بط أعقف
- بط برازيلي
- بط بري
- بط بري أزرق الجناحين
- بط بري سينامون
- بط سماري
- بط صيني
- بط لابرادور
- بط مستأنس
- بط مهرج
- بط هارتلوب
- بط هوتنتوت
- بطة البحيرة
- بطة الغياض
- بطة حديدية
- بطة سوداء أمريكية
- بطة صلبة الذيل
- بطة غواصة حمراء الصدر
- بطة مغراء
- بطة موسكوفية
- بطينات
- بلبول شمالي
- بلقشة
- بلقشة بيضاء
- بلقشة شائعة

### ح
- حذف أخضر الجناح
- حمرواي

### ز
- زرقاي

### ش
- شرشير صيفي
- شرشير مخطط
- شهرمان

### ع
- عيدر

### و
- ودجون
- ودجون أمريكي